# کیبلر (آرکانزاس)
کیبلر (آرکانزاس) (به انگلیسی: Kibler, Arkansas) یک شهر در ایالات متحده آمریکا با جمعیت ۹۶۹ نفر است که در آرکانزاس واقع شده‌است.

## موقعیت جغرافیایی
موقعیت جغرافیایی شهرها و مناطق اطراف به شرح زیر است: